# Rejon kirowski (Jekaterynburg)
Rejon kirowski w Jekaterynburgu (ros: Кировский район) – jeden z rejonów rosyjskiego miasta Jekaterynburg.

## Historia
Według danych z 2012 roku na terytorium rejonu kirowskiego zyło 224 631 mieszkańców. Pierwsze osadnictwo miejskie pojawia się na obszarze dzisiejszego kirowskiego rejonu w latach trzydziestych XVIII wieku. W 1770 roku zlokalizowano tu Cerkiew Wniebowstąpienia Pańskiego, na początku była ona drewniana, a od 1818 roku w pełni murowana. Przez okres XIX wieku były to w zasadzie przedmieścia Jekaterynburga o drewnianej, małomiasteczkowej zabudowie. Rozwój przyszłego rejonu kirowskiego zaczyna się po przewrocie bolszewickim i zakończeniu wojny domowej, gdy sowieckie władze miasta rozpoczęły pierwsze większe inwestycje na tym obszarze. W tym okresie zajmował on obszar 38 kilometrów kwadratowych, a zamieszkiwało go około 50 tysięcy ludzi. Już wkrótce działało tu 14 zakładów przemysłowych, zatrudniających łącznie 5253 ludzi, a także 8 szkół, 12 oddziałów przedszkolnych, szpital z 75 łóżkami oraz 4 biblioteki. W 1943 roku na obszarze rejonu zlokalizowano Uralski Oddział Sowieckiej Akademii Nauk. W czasie II wojny światowej po agresji Niemiec na ZSRR w 1941 roku na obszarze rejonu zlokalizowano 8 zakładów przemysłowych ewakuowanych z zachodnich krańców Kraju Rad, a także otwarto 4 nowe. W związku z dynamicznym rozwojem przemysłu i przyrostem ludności w tej części miasta, w kwietniu 1943 sowieckie władze miasta zdecydowały o utworzeniu nowej dzielnicy, a sam rejon kirowski został oficjalnie powołany do życia 25 czerwca tego samego roku. Patronem nowego obszaru administracyjnego Jekaterynburga został Siergiej Kirow. Po wojnie w rejonie umiejscowiony został kolejny wielki zakład przemysłowy, fabryka elementów elektromechanicznych, która w 1966 roku za zasługi dla sowieckiego przemysłu została odznaczona Orderem Czerwonego Sztandaru Pracy. W 1966 roku na obszarze rejonu znajdowało się łącznie 78 mniejszych lub większych zakładów przemysłowych i wytwórczych, a także 23 wyższe instytuty naukowe. W 1973 roku rozbudowano sieć tramwajową w dzielnicy, a w 1971 roku uruchomiono system linii trolejbusowej. Po rozpadzie Związku Radzieckiego spadła dynamika inwestycyjna i z braku środków zahamowany został rozwój dzielnicy. W 1993 roku świętowano jej pięćdziesięciolecie, co uświetniono odsłonięciem pomnika Gieorgija Żukowa oraz kilku innych monumentów związanych z wkładem rejonu w Wielką Wojnę Ojczyźnianą. 

## Charakterystyka
Rejon kirowski położony jest w północno-wschodniej części Jekaterynburga, zajmuje powierzchnię 45 kilometrów kwadratowych i podzielony jest na siedem mniejszych podmiotów. Ogółem na jego obszarze znajduje się 166 ulic o łącznej długości 217 kilometrów. Rejon zajmuje ważne miejsce jako jekaterynburskie centrum naukowe. Swą siedzibę ma tu Uralski Oddział Rosyjskiej Akademii Nauk, a także wyższe uczelnie, m.in. Uralski Uniwersytet Federalny, Uralska Akademia Prawa, Uralska Państwowa Akademia Architektury i Sztuki, Uralska Rolnicza Akademia Państwowa. W rejonie kirowskim działa oprócz tego 5 teatrów, 4 muzea, 7 bibliotek, a także znajdują się tu 2 stadiony oraz kilka obiektów sportowo-rekreacyjnych. Liczba ludności zamieszkującej rejon w ostatnich latach systematycznie wzrasta. W 1989 roku żyło tutaj 234 461 ludzi. Po rozpadzie Związku Radzieckiego wraz z załamaniem gospodarczym i kryzysem z jakim borykała się Federacja Rosyjska w drugiej połowie lat dziewięćdziesiątych nastąpił także spadek liczby mieszkańców. W 2002 roku rejon zamieszkiwało 212 587 osób. Po 2005 roku było to 219 000 ludzi, w 2010 roku odpowiednio 221 184 i 222 100, a w 2012 roku liczba ludności zamieszkującej rejon kirowski wynosi 224 631. Na obszarze rejonu działają 34 duże i średnie zakłady przemysłowe zatrudniające około 30 tysięcy ludzi. Dystrykt dysponuje własnym wybieralnym samorządem, który ma za zadanie zajmować się sprawami lokalnej społeczności. Na terenie rejonu znajduje się cerkiew Wszystkich Świętych oraz Pomnik Aleksandra Popowa.

## Transport
Dzielnica znajduje się w strukturze jekaterynburskiej sieci tramwajowej oraz autobusowej. Na obszarze kirowskiego rejonu nie została zlokalizowana żadna stacja miejskiego systemu metra. W przyszłości planuje się jednak, że przez dzielnicę przebiegać będzie druga linia metra.